# Cameron Diaz
Cameron Michelle Diaz (sinh ngày 30 tháng 8 năm 1972) là một cựu diễn viên, nhà sản xuất, tác giả và người mẫu người Mỹ. Cô trở thành ngôi sao màn bạc nhờ đóng trong các phim The Mask (1994), My Best Friend's Wedding (1997) và There's Something About Mary (1998), cũng như vai lồng tiếng Công chúa Fiona trong loạt phim Shrek (2001-10). Danh sách một số phim nổi tiếng khác của cô bao gồm Charlie's Angels (2000) và phần tiếp nối Charlie's Angels: Full Throttle (2003), The Sweetest Thing (2002), In Her Shoes (2005), The Holiday (2006), What Happens in Vegas (2008), My Sister's Keeper (2009), Knight and Day (2010), Chiến binh bí ẩn (2011), Cô giáo lắm chiêu (2011), Tâm sự bà bầu (2012), Ngài luật sư (2013), Vợ, người yêu, người tình, Sex Tape, và  Annie (ba bộ phim đều vào năm 2014).
Diaz đã nhận bốn đề cử Quả cầu vàng cho diễn xuất trong Being John Malkovich (1990), Vanilla Sky (2001), Gangs of New York (2002) và There's Something About Mary (1998) - bộ phim sau đó giúp cô giành giải của Hội phê bình phim New York cho nữ diễn viên chính xuất sắc nhất. Năm 2013, Diaz được chọn là nữ diễn viên trên 40 tuổi được trả lương cao nhất ở Hollywood. Tính đến năm 2015, tổng doanh thu phòng vé nội địa Hoa Kỳ trong các phim của Diaz đã vượt ngưỡng 3 tỷ USD, với tổng doanh thu toàn cầu vượt mức 7 tỷ USD, giúp cô trở thành nữ diễn viên có doanh thu phòng vé nội địa cao thứ ba (chỉ sau Scarlett Johansson và Emma Watson).
Diaz còn là tác giả hai cuốn sách về sức khỏe: The Body Book (2013), cuốn sách bán chạy nhất của The New York Times và The Longevity Book (2016)

## Tiểu sử
Diaz sinh ra tại San Diego, California. Mẹ cô là Billie (nhũ danh Early), một người chủ đại lý xuất/nhập khẩu, còn cha cô là Emilio Diaz, làm ở vị trí quản đốc trong công ty dầu mỏ Unocal ở California. Diaz có một người em gái tên là Chimene. Họ hàng nội của Diaz là người gốc Cuba, và tổ tiên của Diaz lúc đầu chuyển từ Tây Ban Nha đến Cuba. Sau đó họ đến định cư tại thành phố Ybor, Tampa trước khi chuyển đến California sống, nơi Emillio chào đời. Mẹ cô là người có gốc từ Anh, Đức và Cherokee. Diaz lớn lên tại Long Beach, đồng thời theo học trường tiểu học Los Cerritos, rồi chuyển đến trường trung học đa ngành Long Beach với rapper Snoop Dogg.

## Sự nghiệp

### Thập niên 1990
Cô khởi nghiệp làm người mẫu thời trang năm 16 tuổi và đã tiến hành thỏa thuận với công ty người mẫu Elite Model Management. Trong năm tiếp theo, Diaz đã xúc tiến hợp đồng toàn thế giới với một số đối tác, như Calvin Klein và Levi's. Năm 17 tuổi, cô được chọn lên trang bìa tạp chí Seventeen số ra vào tháng 7 năm 1990. Diaz cũng làm người mẫu trong hai-ba tháng tại Úc và quay một đoạn quảng cáo cho thương hiệu Coca-Cola ở Sydney năm 1991. Năm 21 tuổi, Diaz thử vai ca sĩ nhạc jazz ngọt ngào gợi cảm Tina Carlyle trong The Mask, nhờ lời khuyên từ người đại diện của Elite. Sau đó Elite đã gặp các nhà sản xuất phim trong khi họ đang tìm kiếm nữ diễn viên chính. Vì không có kinh nghiệm diễn xuất nên cô đã bắt đầu học diễn sau khi được tuyển vai. The Mask trở thành một trong mười phim điện ảnh có doanh thu cao nhất năm 1994, qua đó đưa Diaz thành một biểu tượng sex.
Bên cạnh việc tham gia những phim kén người xem như A Life Less Ordinary, Diaz trở lại công chúng vào năm 1997 với phim hài lãng mạn My Best Friend's Wedding. Trong phim cô thủ vai một vị hôn thê giàu có của một nhà báo thể thao, đối nghịch với Julia Roberts, đóng một người bạn thân lâu năm của vị nhà báo. Phim trở thành bom tấn phòng vé toàn cầu và được coi là một trong những phim lãng mạn hài hay nhất mọi thời đại. Năm 1998, Diaz tham gia đóng trong There's Something About Mary trong vai chính là một người phụ nữ đang có nhiều đàn ông cạnh tranh theo đuổi cô. Sleeper hit này là phim hài có doanh thu cao nhất năm 1998 cũng như phim có doanh thu cao thứ tư trong năm. Phim thu về 176 triệu USD tại nội địa và 369 triệu USD toàn cầu. Cô còn nhận một đề cử giải Quả cầu vàng cho nữ diễn viên phim ca nhạc hoặc phim hài xuất sắc nhất.
Diaz tham gia phim Being John Malkovich (1999), phim đạo diễn đầu tay của Spike Jonze khi thủ vai một người vọ bị ám ảnh động vật, còn người chồng là một thợ làm rối thất nghiệp. Thông qua một cánh cửa vào trí não, người chồng tìm thấy chính mình trong trí óc của nam diễn viên John Malkovich. Phim nhận được lời khen ngợi rộng rãi và đạt thành công về mặt nghệ thuật. Với vai diễn, Diaz đem về các đề cử Nữ diễn phụ xuất sắc nhất tại giải Quả cầu vàng, BAFTA và giải SAG.

### Thập niên 2000

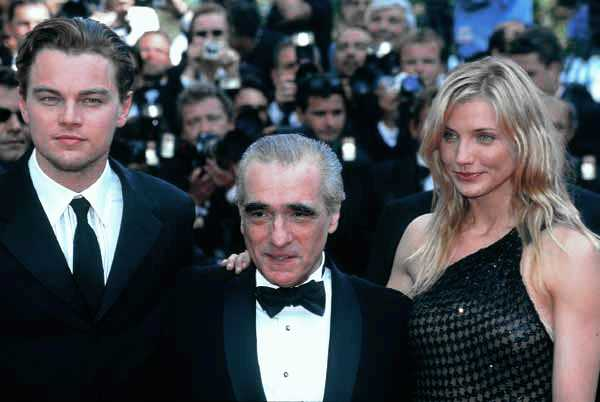
Diaz tại Liên hoan phim Cannes 2002 với Martin Scorsese và Leonardo DiCaprio cho tác phẩm Gangs of New York.

Trong tác phẩm chuyển thể Charlie's Angels, Diaz, Drew Barrymore và Lucy Liu thủ vai bộ ba nhà thám tử tại Los Angeles. Đây là một trong những phim có doanh thu cao nhất năm với doanh thu 264.1 triệu USD. Năm 2001, Diaz tham gia đóng trong phim chính kịch độc lập ra mắt tại Sundance The Invisible Circus, trong vai một cô gái trẻ đã tự sát ở châu Âu vào thập niên 1970; và trong năm kế tiếp, cô xuất hiện trong Vanilla Sky với vai người yêu cũ của một nhà trùm xuất bản tự đắc và bê tha (Tom Cruise). Cô đã đem về cho mình các đề cử Nữ diễn phụ xuất sắc nhất tại lễ trao giải Quả cầu vàng, giải SAG, giải Lựa chọn của Nhà phê bình Điện ảnh và giải Viện phim Mỹ với vai diễn trong phim.
Cũng vào năm 2001, Diaz lồng tiếng Công chúa Diana trong phim hoạt hình Shrek giúp cô thu về 10 triệu USD. Trong phim, vai công chúa của cô bị cản trở bởi một lời nguyền biến cô thành một ông kẹ mỗi khi hoàng hôn. Bị nhốt trong tòa lâu đài có rồng canh giữ trong nhiều năm, cô được "giải cứu" bởi một chàng hiệp sĩ và sau đó yêu vị hiệp sĩ này. Ngoài thành công về mặt phê bình, phim cũng thu về 484.4 triệu USD tại phòng vé toàn cầu. Năm 2002, cô đóng trong phim sử thi chính kịch lịch sử Gangs of New York (2002) của Martin Scorsese, lấy bối cảnh vào thế kỉ 19 tại quận Five Points của thành phố New York. Cô đảm nhiệm vai kẻ móc túi và người yêu của nhân vật do Leonardo DiCaprio thủ vai. Trên toàn thế giới, phim thu về tổng cộng 193 triệu USD và cũng nhận được đánh giá tốt từ giới phê bình.

### Thập niên 2010
Năm 2010, tạp chí Forbes xếp Diaz là nhân vật nữ nổi tiếng giàu có nhất, cũng như vị trí thứ 60 của cô trong danh sách 100 người giàu nhất. Trong cùng năm đó, Diaz đảm nhận vai lồng tiếng Công chúa Diana trong Shrek Forever After, phần thứ tư trong loạt phim Shrek. Dù nhận được đánh giá trái chiều từ giới phê bình, phim vẫn thu về 752 triệu USD trên toàn cầu và trở thành phim có doanh thu cao thứ năm được phát hành trong năm đó. Cũng trong năm 2010 Diaz hội ngộ với bạn diễn trong Vanilla Sky Tom Cruise trong tác phẩm hành động hài Knight and Day. Trong phim, Diaz thủ vai một người sửa chữa xe cổ vô tình bắt gặp đặc vụ bí mật lập dị Roy Miller (do Cruise đóng) đang trên đường chạy trốn Cơ quan Mật vụ Hoa Kỳ. Knight and Day nhận đánh giá phê bình trái chiều và trong khi màn ra mắt của phim tại phòng vé khá ảm đạm, phim đã trở thành một sleeper hit tại phòng vé toàn cầu với doanh thu 262 triệu USD.

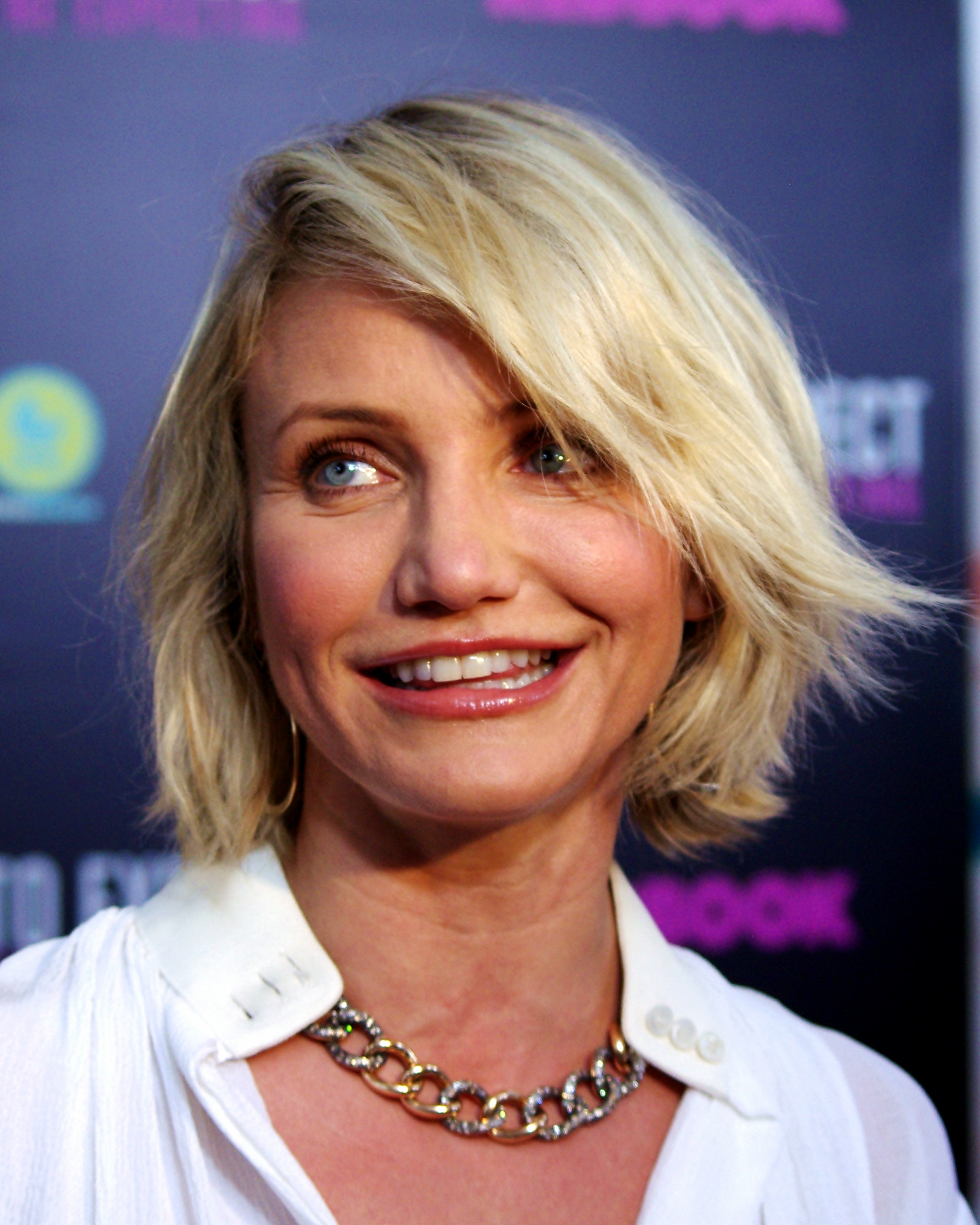
Diaz tại lễ ra mắt phim Tâm sự bà bầu ở thành phố New York.

Năm 2011, Diaz vào vai nhà báo Lenore Case trong bản phim làm lại từ thập niên 1940 Chiến binh bí ẩn. Do Michel Gondry đạo diễn, cô tham gia đóng cùng với Seth Rogen, Châu Kiệt Luân và Christoph Waltz trong phim siêu anh hùng hành động hài này. Phim phát hành và nhận được phản hồi tiêu cực từ giới phê bình, sau đó kết thúc đợt chiếu rạp vào ngày 21 tháng 4 năm 2011 với tổng doanh thu toàn cầu 228 triệu USD. Cùng năm đó, cô đóng cùng Justin Timberlake và Jason Segel trong phim hài người lớn Cô giáo lắm chiêu của Jake Kasdan. Dù tiếp tục bị giới phê bình chỉ trích dữ dội, tác phẩm nhãn R thể loại hài này vẫn thu về 216 triệu USD trên toàn cầu. Cũng trong năm 2011, Diaz cũng được điền tên trong danh sách "Những nhà giải trí nữ xuất sắc" của tạp chí CEOWorld Magazine.
Năm 2012, Diaz được tuyển vai trong phim Tâm sự bà bầu do Kirk Jones đạo diễn và dựa trên cuốn cẩm nang mang thai cùng tên. Trong phim, cô đóng các cảnh của mình trong thời gian 2 tuần, với vai Jules Baxer, một thí sinh trên chương trình khiêu vũ nổi tiếng và người dẫn chương trình thể dục giảm cân mang bầu với bạn nhảy. Khi phát hành, phim hài này đã nhận đa số phản hồi tiêu cực, nhưng lại giành thành công về mặt thương mại mức trung bình với doanh thu toàn cầu 84.4 triệu USD.

## Danh sách phim

### Điện ảnh
| Năm  | Tựa đề                                     | Vai diễn                                    | Ghi chú              |
| ---- | ------------------------------------------ | ------------------------------------------- | -------------------- |
| 1994 | The Mask                                   | Tina Carlyle                                |                      |
| 1995 | The Last Supper                            | Jude                                        |                      |
| 1996 | She's the One                              | Heather Davis                               |                      |
| 1996 | Feeling Minnesota                          | Freddie Clayton                             |                      |
| 1996 | Head Above Water                           | Nathalie                                    |                      |
| 1997 | Keys to Tulsa                              | Trudy                                       |                      |
| 1997 | My Best Friend's Wedding                   | Kimmy Wallace                               |                      |
| 1997 | A Life Less Ordinary                       | Celine Naville                              |                      |
| 1998 | Fear and Loathing in Las Vegas             | TV reporter                                 | Cameo                |
| 1998 | There's Something About Mary               | Mary Jensen                                 |                      |
| 1998 | Very Bad Things                            | Laura Garrety                               |                      |
| 1999 | Being John Malkovich                       | Lotte Schwartz                              |                      |
| 1999 | Any Given Sunday                           | Christina Pagniacci                         |                      |
| 2000 | Things You Can Tell Just by Looking at Her | Carol Faber                                 |                      |
| 2000 | Charlie's Angels                           | Natalie Cook                                |                      |
| 2001 | The Invisible Circus                       | Faith                                       |                      |
| 2001 | Shrek                                      | Công chúa Fiona                             | lồng tiếng           |
| 2001 | Vanilla Sky                                | Julie Gianni                                |                      |
| 2002 | The Sweetest Thing                         | Christina Walters                           |                      |
| 2002 | Gangs of New York                          | Jenny Everdeane                             |                      |
| 2002 | Minority Report                            | Người phụ nữ trên tàu                       | Cameo                |
| 2003 | Charlie's Angels: Full Throttle            | Natalie Cook                                |                      |
| 2004 | Shrek 2                                    | Công chúa Fiona                             | lồng tiếng           |
| 2005 | In Her Shoes                               | Maggie Feller                               |                      |
| 2006 | The Holiday                                | Amanda Woods                                |                      |
| 2007 | Shrek the Third                            | Công chúa Fiona                             | lồng tiếng           |
| 2007 | Shrek the Halls                            | Công chúa Fiona                             | lồng tiếng Phim ngắn |
| 2008 | What Happens in Vegas                      | Joy McNally                                 |                      |
| 2009 | My Sister's Keeper                         | Sara Fitzgerald                             |                      |
| 2009 | The Box                                    | Norma Lewis                                 |                      |
| 2010 | Shrek Forever After                        | Công chúa Fiona                             | lồng tiếng           |
| 2010 | Scared Shrekless                           | Công chúa Fiona                             | lồng tiếng Phim ngắn |
| 2010 | Knight and Day                             | June Havens                                 |                      |
| 2011 | Chiến binh bí ẩn                           | Lenore Case                                 |                      |
| 2011 | Cô giáo lắm chiêu                          | Elizabeth Halsey                            |                      |
| 2012 | Tâm sự bà bầu                              | Jules                                       |                      |
| 2012 | Con tốt thí                                | PJ Puznowski                                |                      |
| 2012 | A Liar's Autobiography                     | Sigmund Freud                               | lồng tiếng           |
| 2013 | Ngài luật sư                               | Malkina                                     |                      |
| 2013 | The Unbelievers                            | Chính cô                                    |                      |
| 2013 | In a World...                              | Chính cô trong trailer cho The Amazon Games | Uncredited           |
| 2014 | Vợ, người yêu, người tình                  | Carly Whitten                               |                      |
| 2014 | Sex Tape                                   | Annie Hargrove                              |                      |
| 2014 | Annie                                      | Miss Hannigan                               |                      |
| 2026 | Shrek 5                                    | Công chúa Fiona                             | Lồng tiếng           |

### Truyền hình
| Năm       | Tên                           | Vai diễn                          | Ghi chú                                                                           |
| --------- | ----------------------------- | --------------------------------- | --------------------------------------------------------------------------------- |
| 2005      | Trippin'                      | Chính cô                          | MTV – Phim tài liệu du lịch                                                       |
| 2007      | Shrek the Halls               | Công chúa Fiona                   | Lồng tiếng Bản truyền hình                                                        |
| 2008–2009 | Saturday Night Live           | Kiki Deamore                      | 3 tập                                                                             |
| 2009      | Sesame Street                 | Chính cô                          |                                                                                   |
| 2010      | Top Gear                      | Star in a Reasonably-Priced Car   | Phần 15, Tập 5 – xuất hiện bên cạnh Tom Cruise                                    |
| 2010      | Scared Shrekless              | Công chúa Fiona                   | Lồng tiếng Bản truyền hình                                                        |
| 2011      | The X Factor (phiên bản Pháp) | Chính cô, vai giám khảo khách mời | Được M6 mời tham dự vòng bán kết cuộc thi để đánh giá màn trình diễn của thí sinh |